# Kinderzitje (fiets)

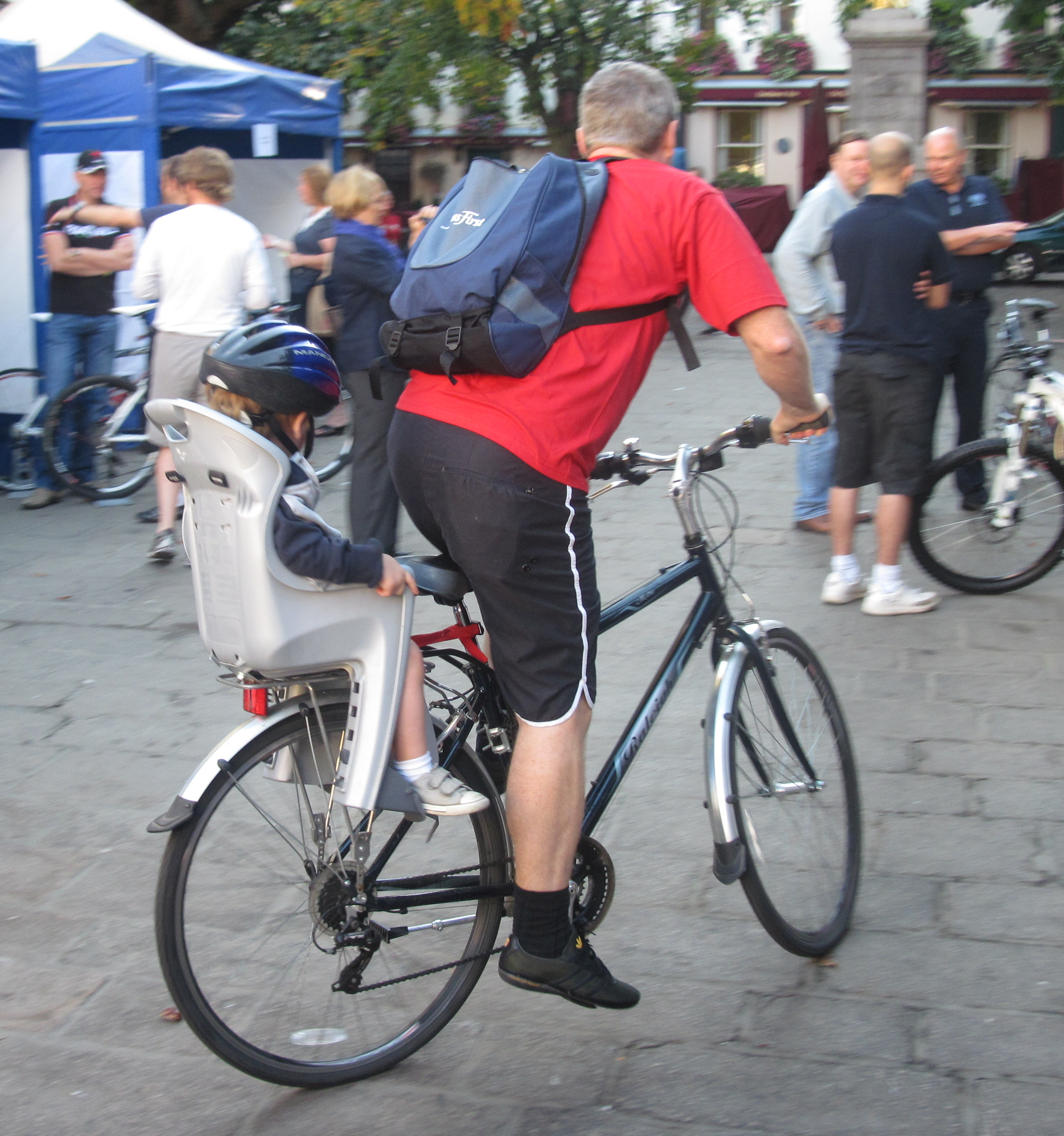
Een kinderzitje dat achterop de fiets is gemonteerd.

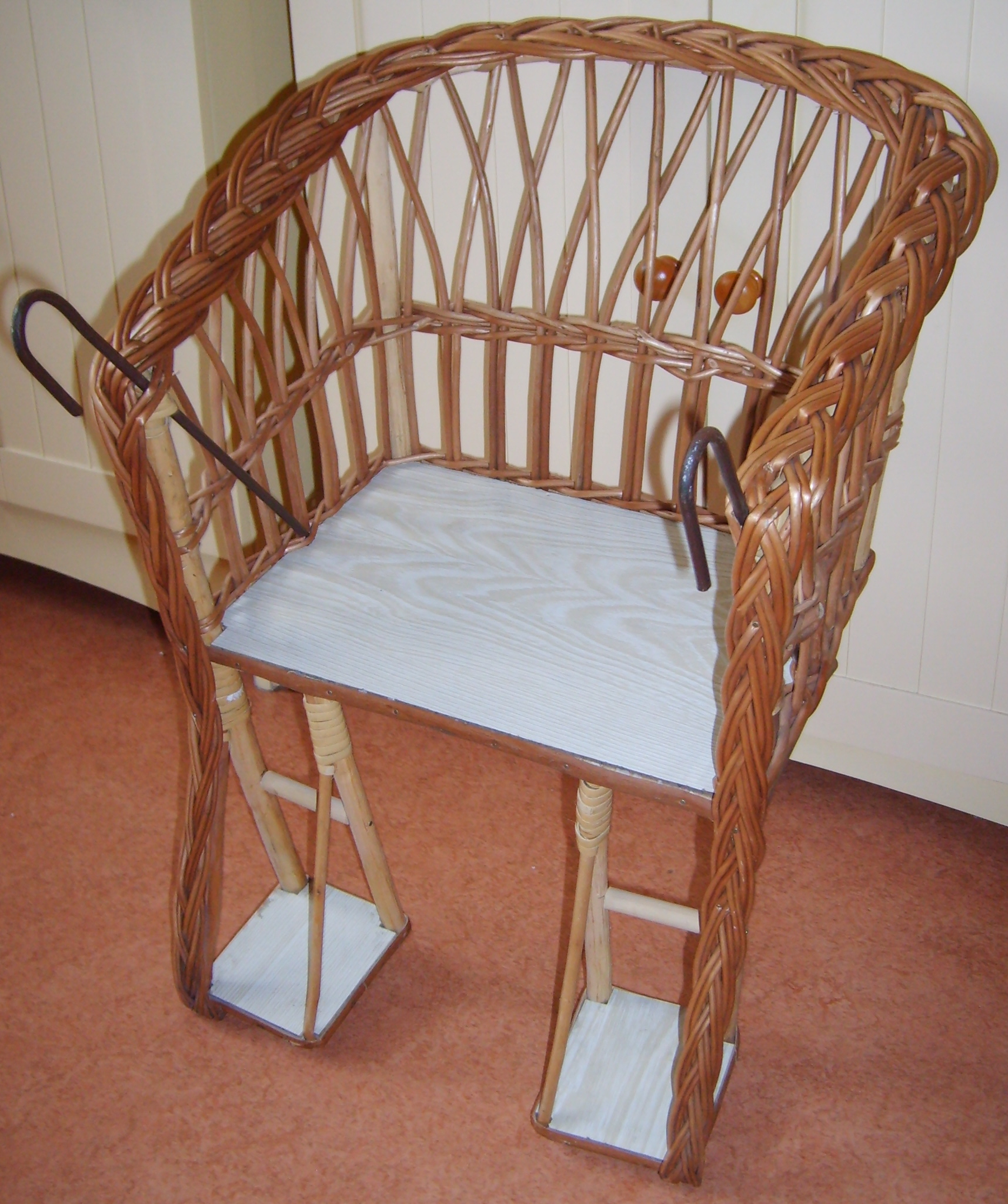
Kinderzitje dat voorop de fiets aan het stuur wordt gehangen.

Een kinderzitje is een accessoire op een tweewieler die een aparte zitplaats biedt aan een zeer jeugdige passagier. Het wordt ook wel een fietszitje of fietsstoeltje genoemd.

## Beschrijving
Kinderzitjes zijn er in verschillende uitvoeringen. Vaak worden ze achterop een fiets gemonteerd ter hoogte van de bagagedrager. Bij een enkel model daarin zit het kind dwars op de rijrichting. Ook bestaan er kinderzitjes die voorop de fiets ter hoogte van het stuur worden bevestigd. De verschillende zitposities hebben ieder hun voor- en nadelen. Zo vergemakkelijkt een zit achterop het sturen en geeft een zit voorop meer contact met het kind. 
De materialen waaruit kinderzitjes zijn gemaakt verschillen. Moderne zitjes zijn vaak gemaakt van kunststof met daarnaast de toepassing van metaal. Traditionele materialen zijn gevlochten riet en hout.
Een van de veiligheidsaspecten van een kinderzitje kan zijn te verhinderen dat het kind met een voet tussen de spaken kan komen. Zitjes kunnen onder meer zijn voorzien van voetriempjes, een ruggensteun, handgrepen en een veiligheidsgordel. Kinderzitjes voorop kunnen overigens ook nog een windschermpje hebben.

## Wet- en regelgeving
Binnen de Europese Unie gelden voor kinderzitjes de normen die zijn vastgelegd in EN 14344. Hierin staan onder meer vereisten voor zitjes voor een kind tot 5 jaar. Daarbij kan er sprake zijn van afwijkende wetgeving op dat gebied. In Nederland is het gebruik van een kinderzitje op de fiets verplicht voor passagiers jonger dan 8 jaar, wat ook geldt voor brom- en snorfietsen.

## Alternatieven
Een alternatief voor vervoer van een kind met de fiets is een aanhanger in de vorm van een kinderkar. Verder bestaan er bakfietsen met voorzieningen voor kindervervoer.

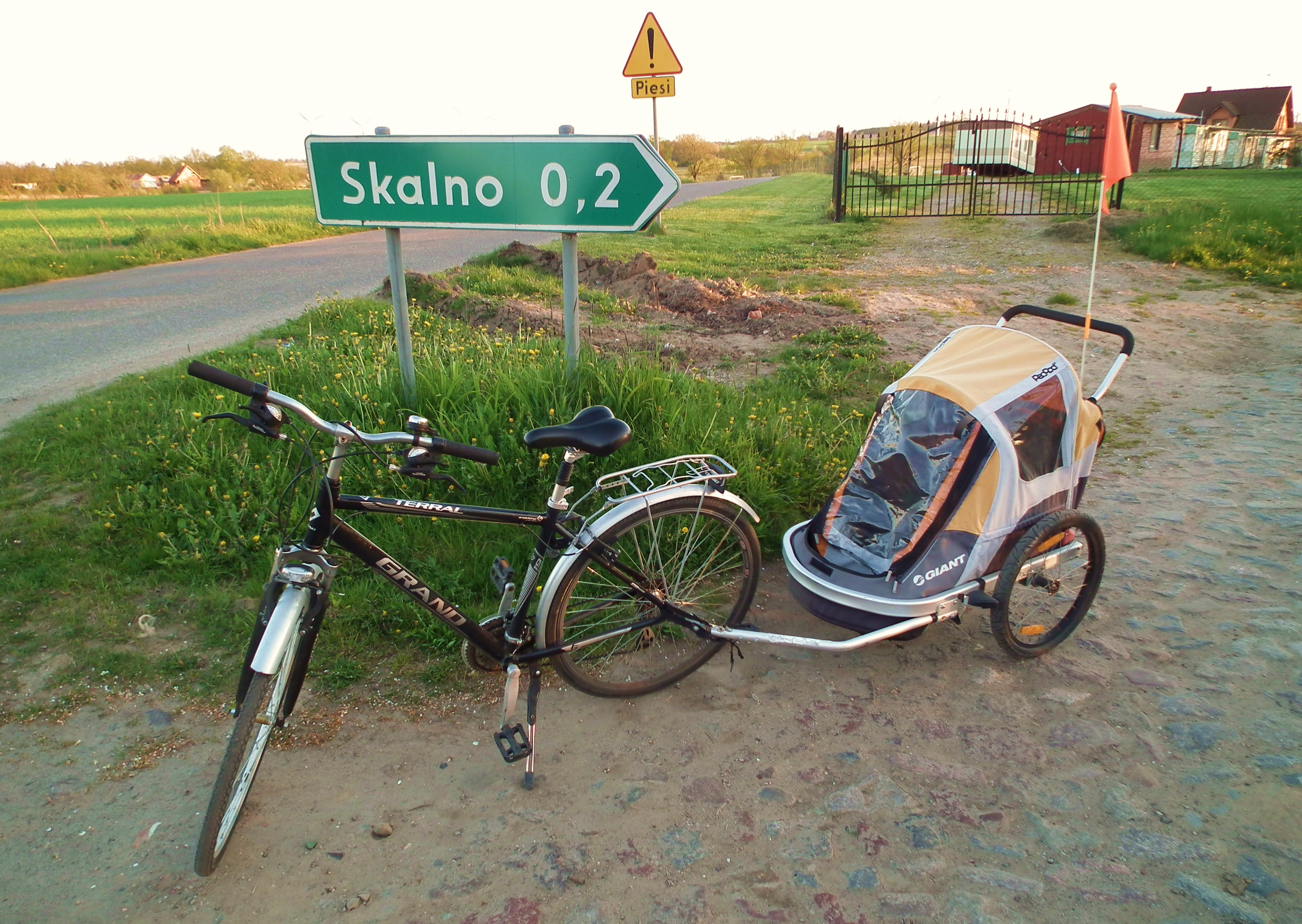
Kinderkar als aanhanger achter de fiets
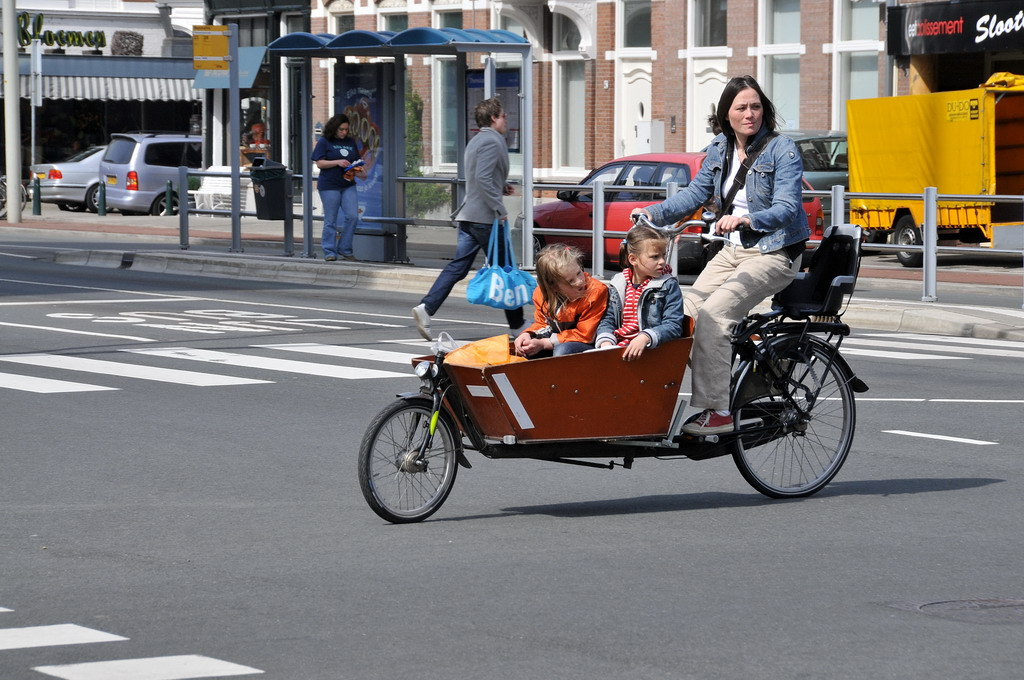
Bakfiets